# Dekanat Woźniki
Dekanat Woźniki – jeden z 16 dekanatów katolickich wchodzących w skład diecezji gliwickiej, w którego skład wchodzi 10 parafii.
99% populacji w dekanacie stanowią katolicy (28 458 wiernych).
Urząd dziekana do roku 2007 sprawował ks. Lucjan Kolorz, proboszcz parafii św. Jakuba Starszego Apostoła w Lubszy. Od 2023 roku funkcję tę sprawuje ks. Sebastian Marecki, proboszcz parafii św. Krzyża w Strzebiniu. Obecnym wicedziekanem jest ks. Antoni Swadźba, proboszcz parafii św. Franciszka z Asyżu w Kaletach. 

## Parafie dekanatu Woźniki
- parafia Matki Boskiej Fatimskiej w Kaletach (Drutarni)
- parafia św. Józefa w Kaletach (Jędrysku)
- parafia św. Franciszka z Asyżu w Kaletach (Miotku)
- parafia Najświętszego Serca Pana Jezusa w Koszęcinie
- parafia Trójcy Świętej w Koszęcinie
- parafia św. Jakuba Starszego Apostoła w Lubszy
- parafia św. Stanisława Biskupa i Męczennika w Babienicy
- parafia Najświętszego Ciała i Krwi Chrystusa w Kamieńskich Młynach
- parafia Świętego Krzyża w Strzebiniu
- parafia św. Katarzyny w Woźnikach